# Postleitzahl (Portugal)

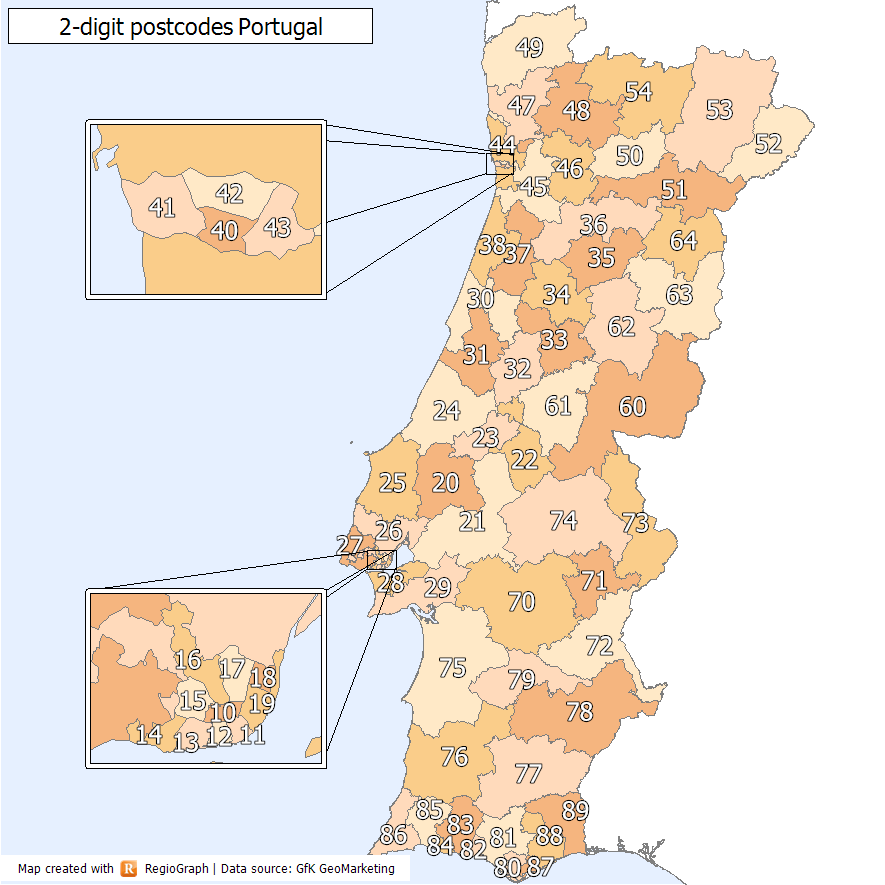
Postleitzahlen-Gebiete in Portugal nach den ersten beiden Stellen

Die portugiesischen Postleitzahlen (port. Código Postal) bestehen aus acht Zeichen, vier Ziffern gefolgt von einem Bindestrich und weiteren drei Ziffern.
Die letzten drei Ziffern (Einführung im Jahr 1994) stehen in der Regel für Stadtviertel, Häuserblöcke, Straßen oder Ähnliches, auch für kleinere Ortschaften, die sich ein Verteilungszentrum teilen.
Die ersten vier Ziffern geben das Verteilungszentrum an. Dieses kann bei größeren Städten auch nur ein Stadtviertel sein. Als erste Ziffer werden 1 bis 9 genutzt. 1 steht für die Region Lissabon, 9 für die Azoren und Madeira, die übrigen geben größere Regionen an. Die Ziffernfolge bewegt sich dabei an der Küste nach Norden, dann nach Osten und von da nach Süden. So steht die 2000 für Teile von Santarém, 3000 für Teile von Coimbra, 4000 für Teile von Porto, 5000 für Vila Real, 6000 für Castelo Branco, 7000 für Évora, 8000 für Faro.